# Avistamientos de Elvis

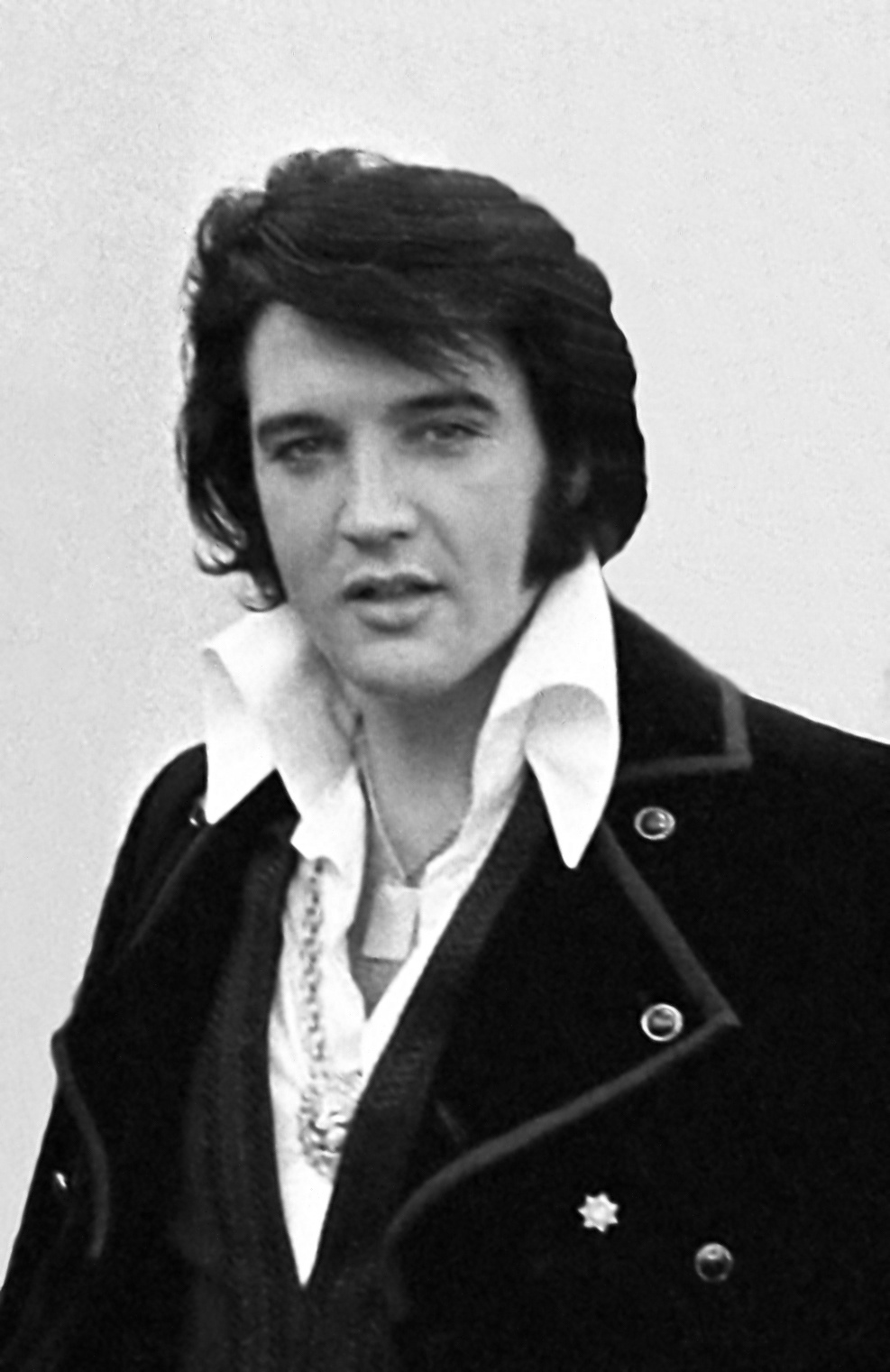
Elvis antes de una reunión con Richard Nixon en 1970, fotografía de la Casa Blanca del fotógrafo Ollie Atkins.

Los avistamientos de Elvis son los avistamientos del cantante estadounidense Elvis Presley reportados después de su muerte en 1977. La teoría conspirativa de que Elvis no murió y en su lugar se escondió ha sido popularizada por varios autores.

## Notables reportes de avistamientos
El supuesto avistamiento más antiguo conocido de Elvis fue en el Aeropuerto Internacional de Memphis, donde un hombre que se parecía a Elvis dio el nombre de «John Burrows», que era el mismo nombre que Elvis usaba al reservar hoteles. Una serie de presuntos avistamientos tuvo lugar en Kalamazoo, Míchigan, a fines de la década de 1980. Tales informes encontraron el ridículo público y se convirtieron en forraje para publicaciones humorísticas como el Weekly World News. En California, muchas personas creían haber visto a Elvis en el parque de diversiones Legoland de California poco después de su inauguración en 1999. Más tarde se reveló que se contrataron imitadores de Elvis como atracción para conmemorar a Presley.
A finales de 1988, el sello discográfico LS Records lanzó la canción «Spelling on the Stone», cantada por un vocalista desconocido que pretendía ser Presley. La narrativa de la canción sugería que Presley en realidad no había muerto. La reproducción recibida por la canción en estaciones de radio de música country hizo que varios oyentes llamaran a las mismas e informaran sobre avistamientos del cantante después de escuchar la canción, mientras que los directores de programas de dichas estaciones debatían si la pista vocal de la canción era en realidad de Presley o no.
Se rumoreaba que Elvis había aparecido en el fondo de una escena en un aeropuerto en la película de 1990 Home Alone. Se alegó que el hombre barbudo que vestía un jersey de cuello alto y una chaqueta deportiva que se podía ver por encima del hombro izquierdo del personaje de Catherine O'Hara mientras discutía con un empleado de la aerolínea era Elvis. El investigador paranormal Ben Radford respondió a los creyentes que vieron a Elvis con: «¿Por qué fingir tu muerte y luego aparecer como extra en una película popular? ¿Cómo es posible que el elenco y el equipo no hayan notado la presencia de una de las figuras más famosas del mundo? Incluso si se veía muy diferente, ¿podría haber disfrazado su voz y gestos?». Radford fue desafiado a encontrar al actor que interpretó ese papel para demostrar que no era Elvis. Explicó que la carga de la prueba recae en la persona que hace la afirmación. En una entrevista con USA Today, el director Chris Columbus respondió: «Si Elvis estuviera en el set, lo habría sabido».
Después de ser desafiado por Radford para localizar la verdadera identidad de este extra, Kenny Biddle investigó y descubrió que el hombre era Gary Richard Grott, quien murió de un ataque al corazón en febrero de 2016. Biddle localizó al hijo de Grott, Roman, quien explicó que su padre era efectivamente el extra en la escena del aeropuerto de Home Alone, y que había conocido personalmente al director Chris Columbus. Debido a esto, apareció en varias de sus películas como extra, incluida Home Alone.
Bill Bixby, quien coprotagonizó con Elvis dos películas, Cambalache y Speedway, presentó dos especiales de televisión que investigaban la conspiración: The Elvis Files (1991) y The Elvis Conspiracy (1992). La conspiración también apareció en el videojuego de 1990 Les Manley in: Search for the King, donde el héroe titular intenta encontrar a Elvis (conocido en el juego como «The King») para ganar un concurso de un millón de dólares.
Se vio a un hombre de aspecto similar trabajando como jardinero para Graceland, y también se creyó que era Elvis.
Un grupo de personas cree que Elvis estuvo involucrado de alguna manera con la mafia durante su época como estrella de rock, se desempeñó como agente encubierto y fue descubierto. Por lo tanto, estas personas creen que fingió su propia muerte para intentar engañar a la mafia.
Algunos creen que Elvis asistió a su propio cumpleaños número 82. Los teóricos de la conspiración creían que un anciano llamado Bob Joyce con guardias de seguridad a su alrededor, cabello y barba gris, gafas de sol y una gorra de béisbol era Elvis.